# 村沢夏風
村沢 夏風（むらさわ かふう、1918年11月14日 - 2000年11月29日）は、東京都出身の俳人。本名喜八郎。東京市京橋区生。保善商業学校卒。1942年、「鶴」に入会し石田波郷に師事。1958年鶴賞、1965年鶴散文部門賞受賞。1987年、村山古郷没後の「嵯峨野」を継承主宰。1989年、句集『独坐』により第29回俳人協会賞受賞。人物、作風ともに温雅であった。句集に『寒影』『山望』『彩雲』『独坐』『村沢夏風句集』など、研究書に『石田波郷の俳句』Ⅰ～Ⅳなどがある。また漫画家として『漫画 俳句入門』（共著）の著書がある。 